# Cray X-MP

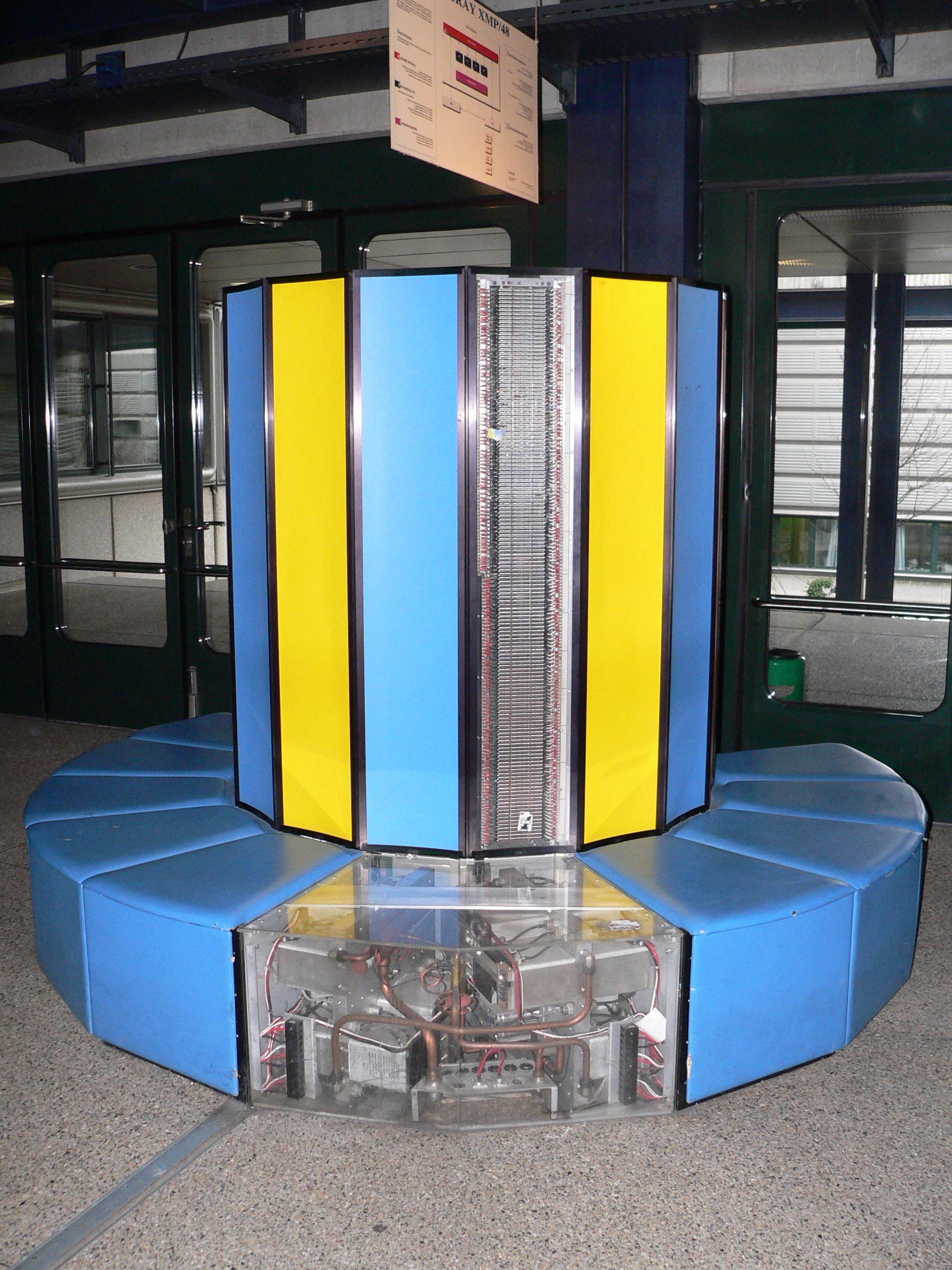
CRAY-XMP48 all'École Polytechnique Fédérale de Lausanne in Svizzera

Il Cray X-MP è un supercomputer sviluppato, costruito e venduto dalla Cray Research.  Questa fu la prima macchina della società a essere basata sui processori vettoriali ed è la quarta generazione di supercomputer. Fu presentata nel 1982 ed era il successore del Cray-1 (1976), fu il più veloce supercomputer tra il 1983 e il 1985. Il principale sviluppatore fu Steve Chen.

## Descrizione
La macchina venne sviluppata con una configurazione a ferro di cavallo nella parte inferiore. I processori funzionavano a 10 nanosecondi (il precedente Cray-1A eseguiva un ciclo in 12,5 nanosecondi) sviluppando una velocità teorica di 200 megaflops per processore o di 800 megaflops per quattro processori installati su una macchina. I processori supportavano la matematica parallela, le pipeline e la memoria condivisa tra le varie pipeline del processore.
Inizialmente il sistema era fornito con il sistema operativo proprietario Cray Operating System (COS) e con UNICOS (un derivato del System V). Dal 1984 l'UNICOS divenne il primo sistema operativo della macchina.

## Configurazioni

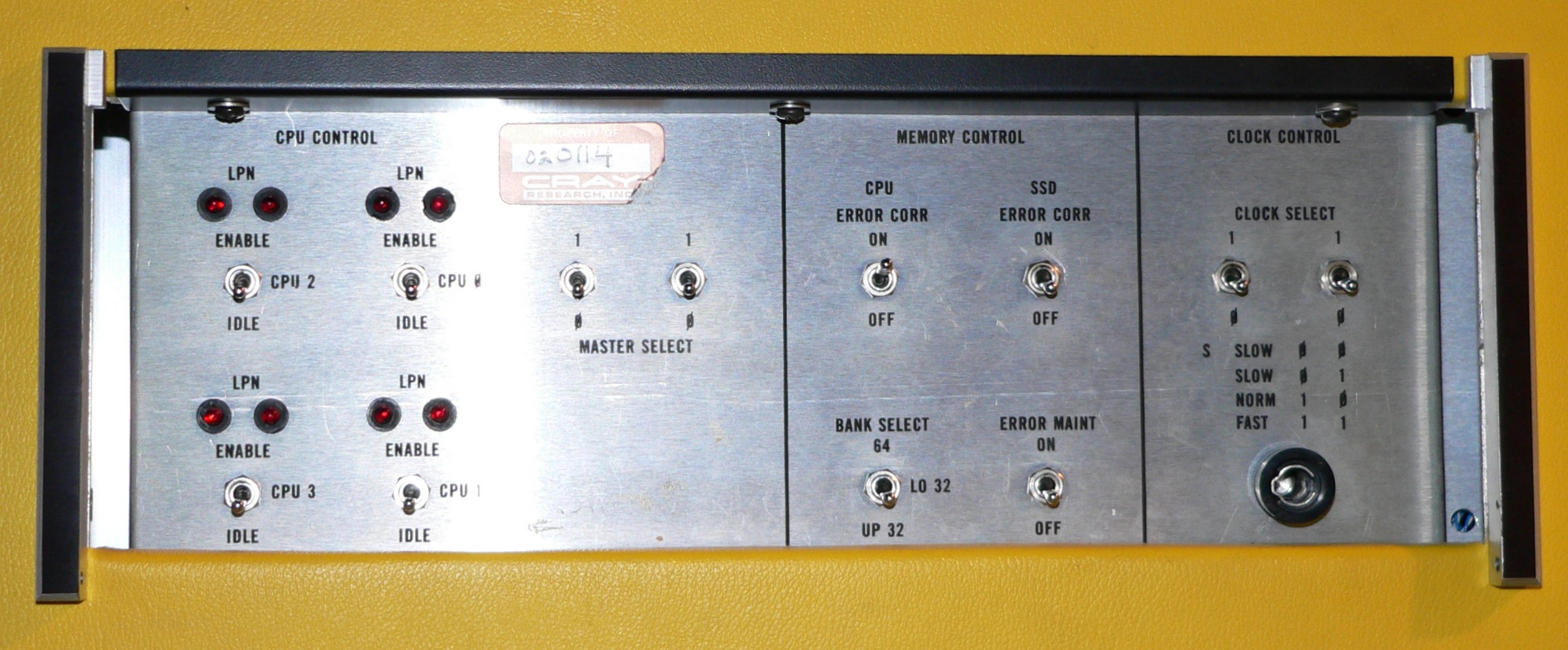
Pannello di controllo del CRAY-XMP48

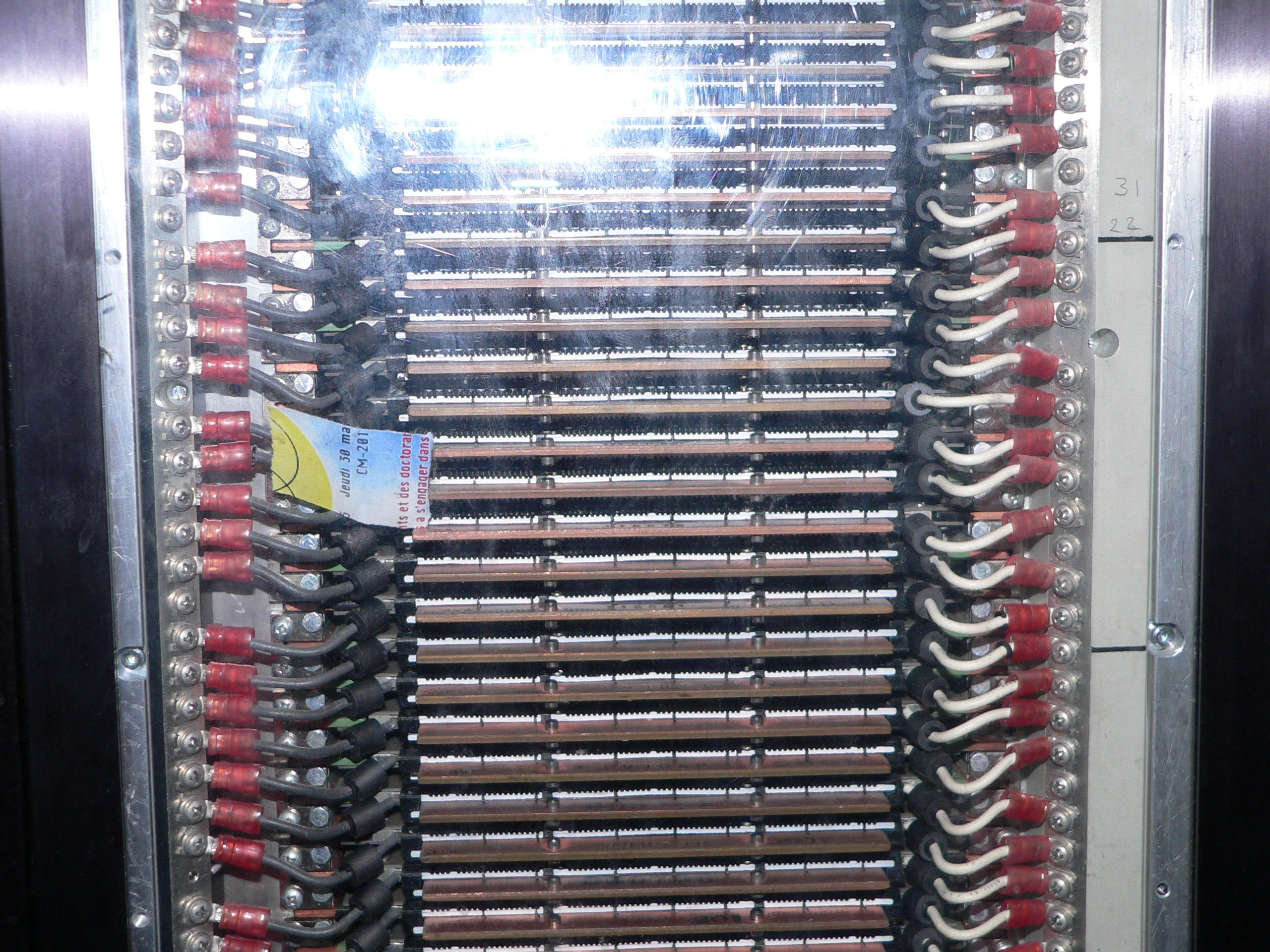
Scheda madre del CRAY-XMP48

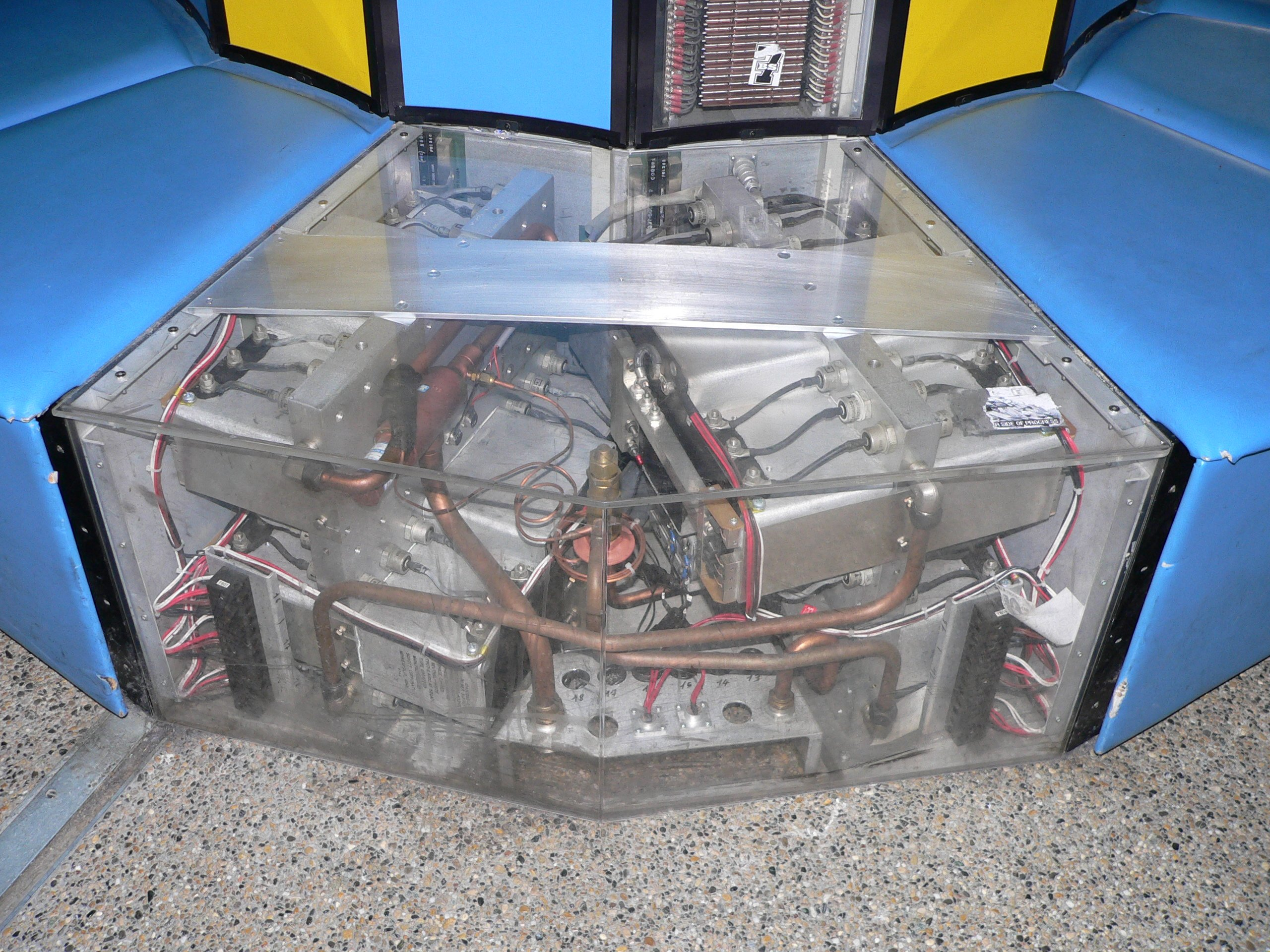
Sistema di raffreddamento CRAY-XMP48

Il X-MP era venduto con uno, due o quattro processori e da uno a sedici megaword (da 8 a 128 Megabyte) di memoria di sistema RAM. Inizialmente il sistema era in grado di indirizzare fino a 16 megaword per via dell'indirizzamento a 24 bit ma in seguito il XMP/EA estese l'indirizzamento fino a 2 gigaword teorici. In pratica il massimo realizzato fu un computer con 64 megaword. Il XMP/EA aveva un clock di 8,5 nanosecondi e un picco teorico di 942 megaflops. Nel 1982 X-MP/48 veniva venduto a 15 milioni di dollari più il costo degli hard disk.

## Successori
Il Cray-2 venne completamente ridisegnato e introdotto nel 1985. Un computer compatto con quattro processori dotati di 512 megabyte fino a 4 gigabyte di memoria principale. Era dichiarato con una velocità teorica di 500 megaflops ma era più lento dell'X-MP in alcuni calcoli per via degli alti tempi di accesso alla memoria. Nel 1986 l'X-MP/48 sviluppò 713 megaflops secondo il test standard LINPACK.
X-MP fu sostituito dal Cray Y-MP che venne messo in vendita dal 1988 senza radicali modifiche al progetto. Il progetto fu un'evoluzione del X-MP dotato di otto processori.

## Apparizioni nei media
- Nel romanzo di Michael Crichton, Jurassic Park, tre Cray X-MP provvedono alla gestione informatica del parco - ma nel film vengono sostituiti da un sistema Thinking Machines, mentre nel videogioco Jurassic Park: Trespasser un Cray X-MP appare nel quinto livello, come sistema operativo centrale del Sito B.
- Alla fine di The Adventures of André and Wally B., il primo cortometraggio della LucasFilm (che divenne poi il punto di partenza per la creazione della Pixar), vengono fatti i ringraziamenti alla Cray Research per l'utilizzo, appunto, del Cray X-MP/48, con il quale era stato effettuato il processo di rendering.